# Domicile (France)
Pour les autres articles nationaux ou selon les autres juridictions, voir Domicile.

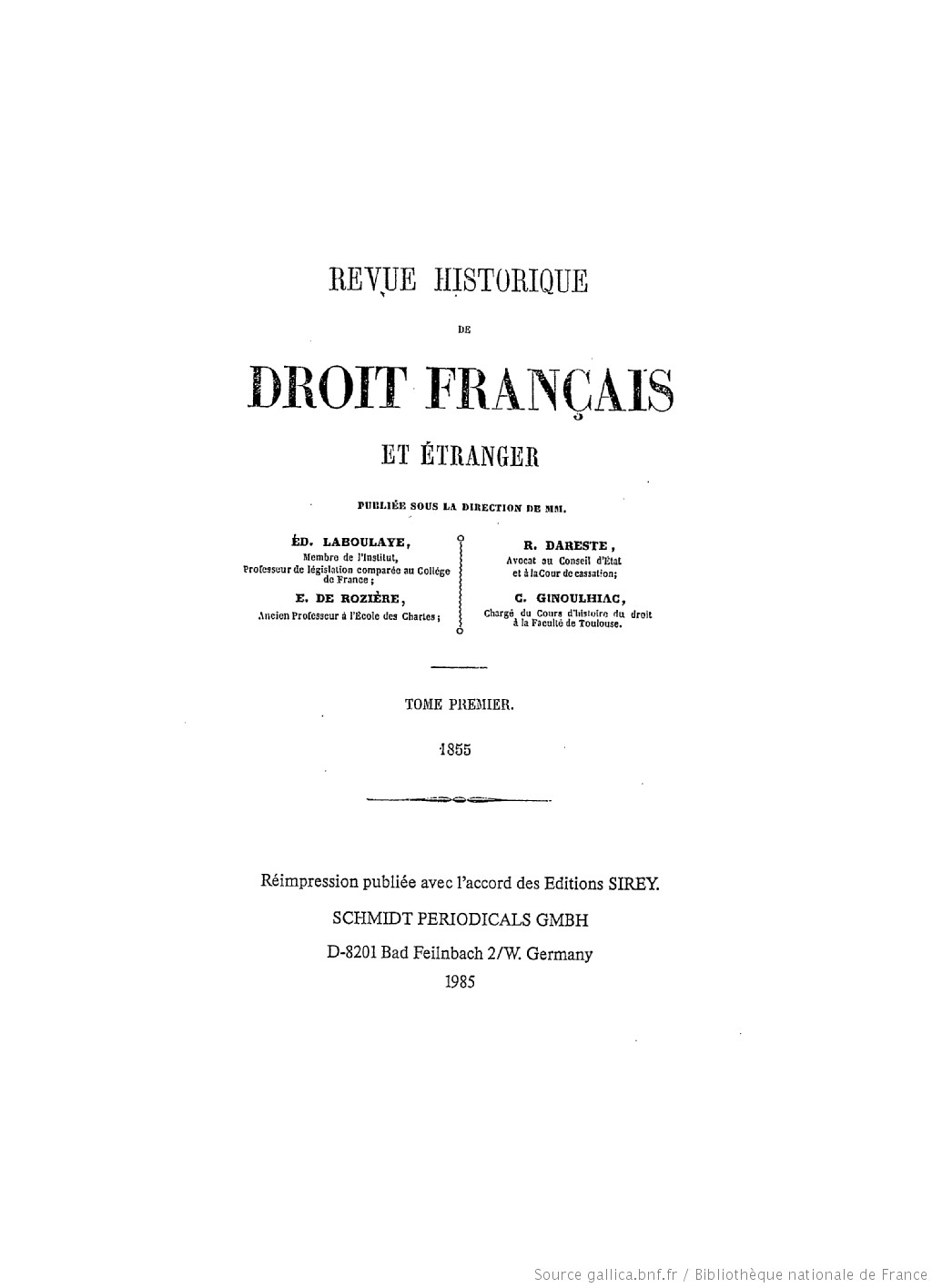
revue historique de droit Français et étranger.

En France, le domicile est une notion de droit civil et de droit pénal.
Comme le déclare Jean-Paul Doucet dans son dictionnaire : « En droit civil (et ordinairement en procédure pénale), le domicile est le lieu où une personne situe le siège de sa vie sociale, l’endroit où chacun peut chercher à le joindre. En droit criminel, le domicile (ou résidence) est plutôt le lieu où une personne mène sa vie privée et abrite sa sphère d’intimité, hors des regards et de la curiosité d’autrui ; c’est le lieu où elle peut se dire chez elle et se conduire en toute liberté d’esprit. Alors que le domicile est une notion de droit, la résidence est une notion de fait (et comme telle plus conforme à l'esprit du droit criminel). ».

## En droit civil
La localisation géographique est, en droit privé, un élément d’individualisation et de la personnalité. Tout sujet de droit doit élire domicile[réf. souhaitée], point fixe auxquels se trouvent ses intérêts. Cette localisation géographique permet de déterminer les autorités administratives ou judiciaires territorialement compétentes auxquelles il peut être confronté.
Ainsi, le tribunal géographiquement compétent est, en principe, celui dans le ressort duquel le défendeur a son domicile. L’article 155 du code civil prévoit que le mariage est célébré devant l’officier d’état civil de la commune où l’un des époux a sa résidence.

### Les caractères du domicile
Le domicile réunit impérativement deux principes essentiels : nécessité et unicité.
- La nécessité du domicile.

Le domicile, notion qui peut se distinguer de l'adresse, est indispensable pour exercer ses droits civils et politiques. Une personne conserve son domicile même si elle a perdu tout contact avec lui tant que la preuve de l'acquisition d'un nouveau n'est pas faite. Si le domicile précédent est inconnu, la personne est présumée avoir toujours son domicile d'origine (celui de ses parents ou de son tuteur). Une personne sans adresse ou sans domicile fixe a néanmoins le droit (voire l'obligation) d'élire un domicile ou de se rattacher à une commune.
Ainsi, les personnes exerçant une activité commerciale non sédentaire ainsi que les gens du voyage ont obligation de se déclarer aux services de la commune à laquelle elles souhaitent être rattachées. Concernant les personnes sans domicile fixe, celles-ci suivent la procédure de l'élection de domicile, recevant une attestation auprès des Centres communaux ou intercommunaux d'action sociale (CCAS) ). Ces deux catégories de personnes, et les nomades en général, doivent se doter d'un livret de circulation qui leur sert comme justificatif de domicile (par ex. pour obtenir un passeport). Selon le Code de l'action sociale et des familles, « l'absence d'une adresse stable ne peut être opposée à une personne pour lui refuser l'exercice d'un droit, d'une prestation sociale ou l'accès à un service essentiel garanti par la loi, notamment en matière bancaire et postale, dès lors qu'elle dispose d'une attestation en cours de validité. » (L264-3).
- L'unicité du domicile.

Toute personne ne peut avoir qu’un seul domicile à la fois (il est possible d'avoir plusieurs domiciles successifs). C'est une source fréquente de confusion entre les notions de domicile et de résidence. Le domicile est le lieu du principal établissement, qui permet de rattacher juridiquement le sujet, qu'il y vive de façon stable ou non. En dehors du domicile général de l'intéressé, une personne peut avoir des domiciles spéciaux qui peuvent ne pas correspondre au premier, comme le domicile politique (lieu d'exercice de ses droits politiques et électoraux) ou le domicile matrimonial (lieu où doit être célébré le mariage).

### L'abandon de domicile
L'abandon de domicile est, depuis la loi de 1792 sur le divorce, l'une des causes possibles de celui-ci. Par ailleurs, en cas d’abandon du domicile par le locataire, le contrat de location peut continuer. L'usage de cette notion dans ce cadre a été introduit par la loi de 1948 (art. 5). La jurisprudence l'a qualifié en tant que « départ brusque et imprévisible », afin que celui-ci ne se fasse pas dans une concertation préalable avec les occupants du domicile. La Cour de cassation a introduit en 2008 deux critères: le départ doit être définitif, et imposé à celui qui demeure. Cela permet de prendre en compte, par exemple, le cas d'un départ prévu, mais effectué en raison d'une grande vieillesse. Aujourd'hui, la loi du 6 juillet 1989 dispose que dans ce cas, le contrat continue :
- au profit du conjoint sans préjudice de l’article 1751 du Code civil ;
- au profit des descendants qui vivaient avec lui depuis au moins un an à la date de l’abandon du domicile ;
- au profit du partenaire lié au locataire par un pacte civil de solidarité ;
- au profit des ascendants, du concubin notoire ou des personnes à charge, qui vivaient avec lui depuis au moins un an à la date de l’abandon du domicile.

### Notion de «domicile élargi»
Un élément jurisprudentiel de la Cour européenne des droits de l'homme, basé sur l'article 8 de la Convention européenne des droits de l'homme relatif au droit au respect de la vie privée et familiale, a récemment étendu la notion de domicile .
Cette notion a été prise en compte en France en 2013 par la réforme des pouvoirs de la police de l'environnement (processus de « simplification administrative »). Pour les installations classées, les possibilités d'accès de la police de l'environnement aux locaux (lors de ses missions de contrôle) ont ainsi été restreintes  : les textes différencient désormais clairement «les domiciles ou la partie des locaux à usage d'habitation» et les autres locaux d’une installation classée. Pour une société gérant une installation classée (usine, élevage...), « son siège social, son agence ou ses locaux professionnels (il faut notamment comprendre par là les bureaux) » sont maintenant considérés comme faisant partie du domicile élargi.

Ainsi, lors d'une visite inopinée, les agents de la police de l'environnement devront d'abord obtenir un accord  « (si possible par écrit) de l’exploitant pour pénétrer dans les parties de l’installation qui n'accueillent pas directement d’installations classées où qui ne sont pas en lien direct avec son fonctionnement ». « Les bureaux sont directement concernés, mais aussi les locaux du personnel (vestiaires, salles de repos... ». Pour contrôler ces locaux, l'agent devra avoir préalablement saisi « le juge des libertés et de la détention du tribunal de grande instance dans le ressort duquel sont situés les lieux ou les locaux à visiter pour obtenir une ordonnance permettant la visite. »

## En droit pénal
Le droit pénal a une conception du « domicile » assez différente du droit civil, puisqu'au sens pénal du terme, il est, aux termes d'une jurisprudence constante de la chambre criminelle de la Cour de cassation le « lieu où une personne, qu'elle y habite ou non, a le droit de se dire chez elle, quel que soit le titre juridique de son occupation et l'affectation donnée aux locaux ».
Il ne peut s'agir d'un lieu public (restaurant, gare, hall d'immeuble, partie commune d'un hôtel, etc.) mais peut tout à fait être une chambre d'hôtel, un camping-car, voire une tente.
Si la notion de domicile recouvre l'habitation stricto sensu et ses dépendances immédiates (cave, terrasse, balcon, mais aussi boîte aux lettres, niche, etc.), elle ne saurait comprendre un véhicule automobile (sauf s'il était spécialement aménagé), ni un terrain, une cour ou une dépendance non close.
Il n'est pas nécessaire que le sujet de droit habite réellement un lieu pour bénéficier, au sens de la définition de la Cour de cassation, de la protection du domicile. Le titre d'occupation est tout aussi inopérant et la protection du domicile profite à tout occupant, quel que soit son droit ou la validité de celui-ci, et donc y compris en cas d'expiration du bail, voire de procédure d'expulsion.

## Droit à la domiciliation
Toute personne sans domicile fixe ou sans domicile stable a  un droit à la domiciliation.
Être domicilié permet d'une part de disposer d'une adresse postale pour revoir du courrier, et d'autre part d'être domicilié sur le plan administratif.
Cette domiciliation administrative ne peut être faite que par un CCAS, un CIAS ou un organisme agréé par l'Etat.
Les CCAS ou CIAS  "ne  peuvent  refuser  l’élection  de  domicile  des  personnes  sans  domicile  stable  qui  en  font  la  demande que si ces dernières ne présentent aucun lien avec la commune".
En cas de refus de domiciliation, ces organismes doivent justifier leur décision dans un délai de deux mois,. On peut faire appel de cette décision.
Les ressortissants communautaires, c'est-à-dire les  personnes venant d'un pays de l'Union européenne, ont droit à la domiciliation via l'aide médicale d'état AME.

### Sites internet
- Recherche « Domicile » sur Service-public.fr.
- Serge Braudo, « Domicile », Dictionnaire du droit privé (consulté le 20 février 2014)